# Швапчића кућа у Краљеву
Швапчића кућа је породична кућа породице Димитријевић, подигнута је у периоду од 1904. до 1906. године. Представља непокретно културно добро као споменик културе.
Кућу је почетком 20. века за потребе становања подигао трговац Димитрије Мика Димитријевић, који се доселио са породицом из „прека”, односно из Аустроугарске, па су одмах у народу прозвани „швапчићи”, што је остало деценијама. 
Кућа је приземна, са четрнаест просторија и са пространим подрумом и таваном. Добро је очувана фасада украшена фигурама од печене глине, такозваним атлантидама, са профилисаним каменом. Сокл је од крупног зрна пешчара сиво-жуте боје. Сачувана је оригинална капија од кованог гвожђа, дрвена и украшена столарија, а у функцији је и каљева пећ са сребрним прибором за ложење. У неколико просторија сачуван је, према флоралним мотивима, декорисани молерај.
Данас је у кући смештен Завод за заштиту споменика културе Краљево.